# Goonhavern
Goonhavern är en by i Cornwall distrikt i Cornwall grevskap i England. Byn är belägen 9,4 km 
från Truro. Orten har 743 invånare (2015).